# Ammoides arabica
Ammoides arabica là một loài thực vật có hoa trong họ Hoa tán. Loài này được (T.Anderson) M.Hiroe mô tả khoa học đầu tiên năm 1979.